# Campionati spagnoli di ski cross 2008
I Campionati spagnoli di ski cross 2008 si sono svolti a Sierra Nevada il 2 marzo. Il programma ha incluso sia la gara femminile che la gara maschile. 
Trattandosi di competizioni valide anche ai fini del punteggio FIS, vi hanno partecipato anche sciatori di altre federazioni, senza che questo consentisse loro di concorrere al titolo nazionale spagnolo.

## Risultati

### Uomini
| Pos. | Atleta             | Nazione     |
| ---- | ------------------ | ----------- |
| 1    | David Duncan       | Canada      |
| 2    | Angus Morison      | Regno Unito |
| 3    | Brian Long         | Stati Uniti |
| 4    | Brian Bennett      | Canada      |
| 5    | Niklas Andersson   | Svezia      |
| 6    | Katsuhiko Hasegawa | Giappone    |
| 7    | Simon Trygg        | Svezia      |
| 8    | Arnauld Bovolenta  | Francia     |
| 9    | Didac Battlo       | Spagna      |
| 10   | Marcin Orlowski    | Polonia     |
| 20   | Siego Setien       | Spagna      |
| 24   | Enric Jimenez      | Spagna      |

### Donne
| Pos. | Atleta                 | Nazione  |
| ---- | ---------------------- | -------- |
| 1    | Perrine Pelican Costa  | Francia  |
| 2    | Anna Moland            | Norvegia |
| 3    | Julia Murray           | Canada   |
| 4    | Clara Marsan           | Francia  |
| 5    | Yuu Ohkubo             | Giappone |
| 6    | Chloe George           | Francia  |
| 7    | Julie Jensen           | Norvegia |
| 8    | Dagmara Krzyżyńska     | Polonia  |
| 9    | Gillian McFetridge     | Canada   |
| 10   | Nicoline Hansen-Tangen | Norvegia |
| 11   | Rocio Delgado          | Spagna   |
| 14   | Maria Morales          | Spagna   |
| 15   | Marta Ruiz de Almirón  | Spagna   |